# Leptispa grandis
Leptispa grandis es una especie de insecto coleóptero de la familia Chrysomelidae.
Fue descrita científicamente en 1937 por Maurice Pic.